# Mecanhelas
Mecanhelas es un distrito de la provincia de Niassa, en Mozambique, con una población censada en agosto de 2017 de 296 908 habitantes.
Se encuentra ubicado al norte del país, cerca del lago Malaui, al oeste, y la frontera con Tanzania, al norte.